# Puente del Sangario

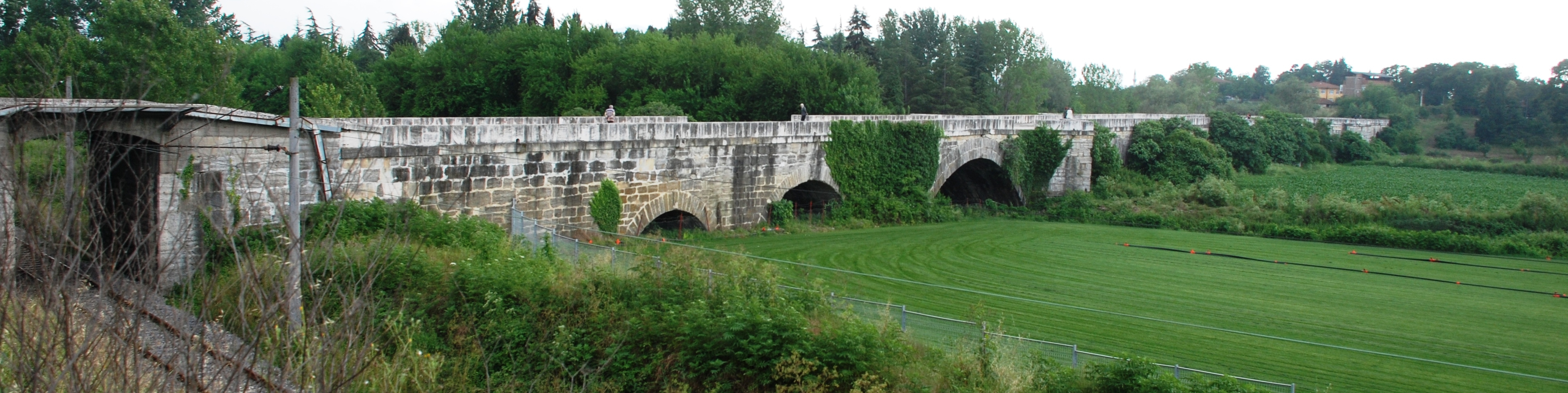
Puente del Sangario, construido por el emperador Justiniano. Tiene actualmente 375 m de longitud, 9,85 m de anchura y 12 arcadas.

El puente del Sangario o puente de Justiniano (en turco: Justinianos Köprüsü o Beşköprü) es un puente romano tardío sobre el río Sakarya (en latín: Sangarius, "Sangario") que discurre por Anatolia, actual Turquía. 
Fue construido por el emperador romano de Oriente Justiniano I (527-565) para mejorar las comunicaciones entre la capital, Constantinopla, y las provincias orientales de su imperio. Con una notable longitud de 429 metros, el puente fue mencionado por varios escritores contemporáneos, y se ha asociado a un supuesto proyecto, propuesto por primera vez por Plinio el Joven al emperador Trajano, para construir un canal navegable que circunvalara el Bósforo.

## Ubicación e historia
El puente del Sangario se encuentra en el noroeste de Anatolia, en la antigua región de Bitinia, a unos 5 km al suroeste de la ciudad de Adapazarı. En la actualidad, el puente salva el pequeño arroyo Çark Deresi (llamado Melas en la Antigüedad), que fluye desde el cercano lago Sapanca. El curso moderno del mucho más ancho Sakarya se encuentra a 3 km al este.
En la Antigüedad y hasta la Edad Media, el puente cumplió una importante función: era el punto de paso de la calzada militar del Bósforo, de gran importancia estratégica para las provincias orientales del Imperio romano, amenazadas por el Imperio sasánida. Antes de que se construyera el puente de piedra, existía un puente de pontones de madera que, según Procopio, era frecuentemente arrastrado por las aguas cuando el río se desbordaba, lo que costó la vida a muchos hombres.
La fecha de construcción del puente de piedra puede determinarse con precisión a partir de fuentes contemporáneas: dos poemas laudatorios de Pablo Silenciario y Agatías, que datan del año 562, celebran su finalización, y el cronista Teófanes recoge que las obras comenzaron en Anno Mundi 6052, lo que corresponde a 559-560. A la inversa, dado que Procopio afirma que el puente estaba aún en construcción cuando escribió su obra sobre los proyectos de construcción de Justiniano (De Aedificiis), esto significaría que fue escrita en los años 560-561 y celebrada en 562, cinco o seis años más tarde de lo que se había supuesto anteriormente. Sin embargo, dado que la datación de Teófanes es algo inexacta, es muy posible que la construcción del puente hubiera comenzado originalmente hacia 554.